# レナード・ブルームフィールド
レナード・ブルームフィールド (英語: Leonard Bloomfield, 1887年4月1日 - 1949年4月18日) は、アメリカの言語学者。1930年代から1950年代にかけてアメリカの構造主義言語学の発展をリードした。1933年の著書Language（『言語』）は当時の言語学の状態を映し出しており、特によく知られている。

## 経歴
ブルームフィールドはJuden SigmundとCarola Buber Bloomfieldの子としてシカゴで生まれた。おじのモーリス・ブルームフィールドはジョンズ・ホプキンス大学でサンスクリットおよび比較文献学を教えていた。ブルームフィールドは1903年にボストンのハーバード大学に入学、1906年に学位を取得してウィスコンシン大学のA.B. Assistant in Germanとなった。エドワード・プロコシュのもとで学んだのち、言語学の道を歩むことを決める。
1908年、シカゴ大学で助手に就任。一年後、フランシス・A・ウッドのもとで、"A semasiologic differentiation in Germanic secondary ablaut"（ドイツ語における二次的母音交替の意味分化）という論文で博士号を取得。同年、アリス・セイヤーズと結婚した。
1909年と1910年にシンシナティ大学でドイツ語を教えたあと、1913年までイリノイ大学のドイツ語学科に勤めた。
1913年から1914年の冬学期にはゲッティンゲンおよびライプツィヒで、青年文法学派のアウグスト・レスキーン、カール・ブルクマンのもとで比較言語学を学び始めた。1914年夏学期にはヤコブ・ヴァッカーナーゲルのもとで言語学を、またインド学・イラン学を学び始めた。1913年から1921年は、ドイツでの就学経験を前提条件としていたイリノイ大学の比較文献学およびドイツ語の助教授を務めた。1921年からは、行動主義者アルバート・P・ワイスとともにオハイオ州立大学のドイツ語および言語学の教授として勤務した。
1924年にはジョージ・M・ボーリングおよびエドガー・H・スターティヴァントとともにアメリカ言語学会の設立委員会に所属した。
彼は1927年にシカゴへ移り、1940年までシカゴ大学でゲルマン文献学を教えた。1935年にはアメリカ言語学会の会長に就任。1940年にはエドワード・サピアの後継として、イェール大学の言語学のSterling Professorとなった。

## 業績
ブルームフィールドはアメリカ言語学会の創設にかかわった主要な人物である。ブルームフィールドの思想は、意味の研究における行動主義的原理、言語データの分析における形式的な手続きの強要、また言語学に厳密な科学的方法をもたらそうという一般的な関心によって特徴づけられる。その後1950年代から1960年代にかけて、生成文法の出現とともにブルームフィールドの存在感は低下することになる。
ブルームフィールドはまたアルゴンキン語族の系統に関する調査を行い、アルゴンキン祖語を再建した。彼の論文は現在もアルゴンキン語族の歴史研究の基礎となっている。

## 主な著書
- Bloomfield, Leonard (1933) Language. New York: Holt.  (服部四郎序、三宅鴻・日野資純訳『言語』大修館書店、1962年)